# Nello Santi
Nello Santi (n. 22 septembrie 1931, Adria, Veneto, Italia – d. 6 februarie 2020, Zürich, cantonul Zürich, Elveția) a fost un dirijor italian. Deseori i s-a spus „Papa Santi” de către colegii săi, ca semn al respectului profund pe care i l-au purtat

## Biografie
Santi s-a născut în Adria (Veneto), Italia. A studiat compoziția la liceul de muzică din Padua unde a încercat să cânte la cât mai multe instrumente. A avut și o formație de jazz denumită "Sextetul Dixieland". "La trei ani și jumătate mama m-a dus la Rigoletto. M-am decis să mă fac dirijor" spunea Santi într-un interviu. În anul 1951 a debutat ca dirijor în Padua dirijând... Rigoletto la Teatro Verdi. 
Are în spatele său o foarte lungă carieră dirijorală desfășurată în lumea întreagă, în special în Germania, Elveția și Statele Unite, țări unde este considerat un cunoscător profund și un interpret rafinat al repertoriului italian de operă (Rossini, Bellini, Donizetti, Puccini dar în special Verdi). 
Dirijează la opera din Zürich din anul 1958, fiind numit aici director muzical între anii 1958-1969. La Metropolitan Opera a dirijat 401 spectacole de la debutul său din anul 1962 cu Bal mascat de Verdi. În anul 1960 a debutat la Royal Opera House Covent Garden din Londra cu Traviata și la Salzburg cu Don Carlo. Din anul 1960 este invitat la Opera din Viena, din 1966 la Opera din Hamburg, din 1969 la Opera din München, din Paris, din Köln... În anul 1997 a sărbătorit 35 de ani de carieră la Metropolitan dirijând 16 piese din diverse opere. A dirijat Requiemul de Verdi în prezența lui Papa Ioan Paul al II-lea cu ocazia comemorării a cincizeci de ani de la bombardamentul nuclear asupra Hiroșimei. 
În pofida marii sale cariere a dirijat doar o singură dată la Scala din Milano, în anul 1971, opera Madama Butterfly cu Gabriela Tucci în rolul principal și Luciano Saldari în cel al lui Pinkerton.
La cei peste șaptezeci de ani Nello Santi dirijează din memorie orice titlu din repertoriul de operă sau simfonic. "Un adevărat dirijor de orchestră trebuie să știe să facă totul: dacă reușește bine în doar un singur gen, sau își pune limite istorice sau stilistice, e un talent incomplet sau este un efect al dezechilibrului formării, poate al caracterului" spunea maestrul. Muzica lui Santi nu are corespondent, adică este profund diferită de a celorlalți dirijori din generația sa și în special a celor de după el. Între Santi și Claudio Abbado sunt doar doi ani diferență iar între Santi și Riccardo Muti sunt doar zece ani diferență însă Santi aparține parcă unei cu totul alte generații. "Eu sunt cel mai tânăr dirijor dintre bătrâni, nu cel mai bătrân dintre tineri" îi plăcea să spună lui Santi în 1987. "Există voci" spunea Santi "însă lipsesc maeștrii de canto și dirijorii de orchestră. Dirijorii de astăzi nu iubesc cântul și nu înțeleg teatrul. Am ajuns timpul când cântatul este redus la solfegiu și noi am devenit specialiști în marșuri militare."
Corriere della sera din decembrie 2000 spunea: "Să asculți Verdi dirijat de Nello Santi este o bucurie muzicală nobilă și înălțătoare. Totul funcționează ca un ceas. Frazarea naturală a cântului, cu a sa culminație și descendență, vibrează de patos... Karajan avea o mare stimă pentru acest maestru".

## Selecție înregistrări
- 1971: Ruggiero Leoncavallo - Paiațe cu Placido Domingo, Montserrat Caballe, Sherrill Milnes; corul și orchestra London Symphony Orchestra; Audio CD:  RCA
- 1981: Giordano - Andrea Chenier cu Plácido Domingo, Gabriela Benackova,  Piero Cappuccilli; orchestra și corul Operei de Stat din Viena ; DVD: Deutsche Grammophon; Cat: 00440 073 4070
- 1982: Giacomo Puccini - La Fanciulla del West cu Carol Neblett, Plácido Domingo, Silvano Carroli; Royal Opera House, orchestra și corul de la Covent Garden; DVD: Kultur Video; ASIN: 032031203822
- 2000: Verdi - I due Foscari cu Leo Nucci, Vincenzo La Scola, Alexandrina Pendatchanska; orchestra și corul de la Teatro San Carlo; DVD: TDK